# Charles Wright

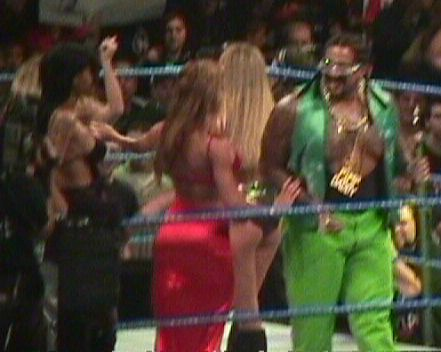
Wrights karaktär "The Godfather", 1999.

Charles Wright, född 16 maj 1961, är en amerikansk affärsman och före detta fribrottare. Han är främst känd för sina karaktärer i World Wrestling Federation under 1990-talet och 2000-talet. Under namn som Papa Shango, Kama, Kama Mustafa, The Godfather och The Goodfather spelade han ofta rollen som antagonist.

## The Godfather
Som the Godfather var han WWF Intercontinental Champion  och WWF Tag Team Champion  (med Bull Buchanan). 
Wright var mest framgångsrik under sin enormt populära persona The Godfather,  vilken ständigt omgavs av sina "ho's" - kayfabe-flickor från lokala strippklubbar, men i verkligheten ofta hoppfulla wrestlers (Lisa Marie Varon, alias Victoria eller Amy Dumas, alias Lita, spelade bland andra rollen). Han brukade erbjuda sina motståndare rätten att använda dessa flickor till ”vilket syfte som helst” om de förlorade matcherna mot honom. 
Wright invaldes i WWE Hall of Fame den 2 april 2016, under sin Godfather-gimmick.

## Papa Shango
I januari 1992 introducerade WWF Wright under namnet Papa Shango; en voodoo-utövare som kunde åkalla förbannelse på sina motståndare. Han bar en cylinderhatt, en helsvart mundering, vitmålat ansikte för att likna en dödskalle och ett halsband av benknotor. Vid inmarscherna till matcherna bar han ett rykande kranium, en trästav och en mörk mantel för att ingjuta skräck i motståndaren och hos publiken.
Han gjorde ett framträdande vid WrestleMania 8 då han hoppade in i ringen i huvudmatchen mellan Hulk Hogan och Sid Justice. Hulk Hogan var på god väg att besegra Sid Justice när Papa Shango hjälpte Sid Justice. Publikens burop byttes snabbt ut mot jubel när även The Ultimate Warrior deltog i matchen och hjälpte Hulk Hogan att besegra Sid Justice och Papa Shango.
Wright höll en hög profil i WWF när han blev The Ultimate Warriors främste rival, våren 1992. Under en intervju mellan The Ultimate Warrior och Mean Gene Okerlund proklamerade brottaren att han var fri från förbannelsen som han hade fått två veckor tidigare. Mitt under talet började det plötsligt rinna en svart vätska från brottarens huvud. Den svarta vätskan var ett av Papa Shangos signum och tecken på att han bemästrade häxkonster. Mean Gene Okerlund fick även erfara häxkonsterna när han efter en intervju med Papa Shango fick kraftiga kramper i ena armen, medan svart vätskan rann ner på golvet.